# Choptank River
Der Choptank River ist ein bedeutender Zufluss der Chesapeake Bay an der Ostküste der USA. Der Fluss entspringt in Kent County in Delaware und verläuft dann durch den Bundesstaat Maryland auf der Delmarva-Halbinsel. Der Fluss verläuft nördlich des Nanticoke River.
Das Einzugsgebiet des Choptank River umfasst rund 2.600 km². Etwa 580 km² davon sind offene Wasserflächen. 48 Prozent des vom Choptank River entwässerten Gebietes werden landwirtschaftlich genutzt.
Der Verlauf des Choptank wurde unter anderem von der Sklavereigegnerin und Angehörigen der sogenannten Underground Railroad Harriet Tubman genutzt, als sie entflohene Sklaven von Maryland nach Pennsylvania und Kanada führte.

## Referenzen
- United States Geological Survey. 7.5 minute series topographic quadrangles.